# Predelica
Predelica je potok s težko dostopno sotesko, ki se napaja iz več manjših izvirov na območju mejnega prehoda Predel v osrčju Triglavskega narodnega parka. Izliva se v reko Koritnico v Logu pod Mangartom.
V zgornjem delu soteske, do sotočja z Mangartskim potokom, so najživahnejša in najbolj na gosto posejana slapišča in slapovi, med katerimi je najvišji Predelski slap, ki je visok več kot 50 m. Srednji del soteske poteka po prodiščih od sotočja skozi osrednja korita do tolmuna, ki ga napaja 20 metrov visok Poševni slap, ki je hkrati zadnji slap Predelice. Najvišji slap v tem delu je 30 metrov visok slap Zaročenca. Spodnji del struge Predelice poteka od tolmuna skozi velik skalnat podor v Kreši, kjer ponikne, a kmalu spet privre na površje in se vrne v strugo, nato pa se v Logu pod Mangartom izlije v Koritnico.
Leta 2000 je zemeljski plaz s pobočij Mangarta močno spremenil srednji in spodnji del soteske.